# Сухо
Сухо (словен. Suho) је насељено место у општини Добје, Савињска регија, Словенија.

## Историја
До територијалне реорганизације у Словенији било је у саставу старе општине Шентјур при Цељу.

## Становништво
У попису становништва из 2011. године, Сухо је имало 61 становника.
| Број становника према пописима | Број становника према пописима | Број становника према пописима |
| ------------------------------ | ------------------------------ | ------------------------------ |
| 1991                           | 2002                           | 2011                           |
| 64                             | 60                             | 61                             |